# O Preço da Ilusão
O Preço da Ilusão é um filme brasileiro de 1958 do gênero drama, dirigido por Nilton Nascimento e protagonizado por Lilian Bassanesi e Emanuel Miranda. Rodado em Florianópolis em 1957, é considerado o primeiro filme de ficção do estado de Santa Catarina. Sua idealização foi feita pelo Grupo Sul, o Círculo de Arte Moderna sediado na capital catarinense. A produção local movimentou a cidade e levou o filme a estrear com grande expectativa. Entretanto, os diversos problemas técnicos devido a inexperiência da equipe o tornaram uma decepção entre os espectadores.
Além do vanguardismo e da péssima recepção, O Preço da Ilusão também entrou pela história pelo seu desaparecimento: dos setenta e cinco minutos de filme, apenas sete minutos ainda podem ser vistos. A única parte restante do primeiro longa-metragem ficcional catarinense está guardada na Cinemateca Brasileira, em São Paulo.

## Trama

Um dos cenários de O Preço da Ilusão, a Ponte Hercílio Luz, em 1958, pouco depois da época que o filme foi rodado.

Em Florianópolis, duas histórias paralelas acontecem e se bifurcam em um final trágico. 
Maria da Graça, uma funcionária pública entediada, desiste do noivado com seu namorado Paulo para participar de um concurso de Rainha do Verão, incentivada por Edmundo Souza, o organizador da disputa. Após ser patrocinada pelo influente Doutor Castro, que financia a compra os votos, e vencer o concurso, Maria acaba cedendo e se entregando a figura poderosa. 
Maninho da Silva é um menino que trabalha como engraxate para sustentar a família, cuja mãe é rendeira e o pai, um apostador de brigas de canário. Seu sonho é montar um conjunto de boi de mamão, brincadeira de boi típica da cidade. Para tal, começa a arrecadar fundos com um livro ouro. Ao conseguir, porém, sua mãe fica doente, e seu pai se recusa a dar o dinheiro que usa para apostar para comprar os remédios. 
Temendo ser mal falada pela cidade conservadora, Maria tenta fugir da cidade, porém o carro em que ela está perde o controle ao desviar de Maninho, que está indo gastar o dinheiro do livro ouro para comprar os remédios para a mãe. O carro despenca da Ponte Hercílio Luz, sob o olhar do garoto.

## Produção
O filme foi idealizado como uma espécie de resposta catarinense a Rio, 40 Graus, longa feito em 1955 por Nelson Pereira dos Santos e considerada a obra de abertura do Cinema Novo. Em uma matéria escrita por Salim Miguel para a revista Panorama de Curitiba, ele conta que o Clube de Cinema de Florianópolis do Círculo de Arte Moderna, cujos membros formavam o chamado Grupo Sul, vinha com a ideia de criar um filme há muito tempo, e após palestras dos documentaristas Nilton Nascimento, gaúcho que viria a ser o diretor do filme, e Emanoel Santos, que fez o roteiro e atuou na direção artística, a ideia evolui. Salim e sua companheira, Eglê Malheiros, ambos do Grupo Sul, escreveriam o argumento central. Eliseu Fernandes Nodi, José Vedovato e Alberto Cunha viriam de São Paulo para a direção de fotografia, direção de produção e maquiagem, respectivamente.
Armando Carreirão, que liderava o clube de cinema, se torna o produtor através da Sul Cine Produções e busca financiamento - o nome original do projeto, Caminhos do Desejo, foi alterado para O Preço da Ilusão por ele. Usando um modelo inspirado por uma experiência similar feita com Rio, 40 Graus, o filme usou um sistema de venda de cotas, as oferecendo para políticos e moradores da cidade em lugares como a Praça XV de Novembro. Empresas locais chegam a fazer concursos, divulgando o filme dentro e fora de Santa Catarina: a Transportes Aéreos Catarinenses e o Lux Hotel chegam a oferecer como prêmios passagens para Florianópolis para ver a estreia e passagens para o Rio de Janeiro para quem acertasse o dia do lançamento. A Sul Cine Produções arrecada cerca de 1,4 milhão de cruzeiros com as cotas, mas tem custos de produção na casa dos dois milhões, e Carreirão fez empréstimos pessoais na fase final de produção.
A maioria dos atores foram escolhidos na própria Florianópolis com concursos e testes, tentando seguir a linha do neorrealismo italiano. A possibilidade de se tornar uma estrela de cinema movimentou os moradores da cidade. Além dos dois papeis principais, haveriam mais oitenta pessoas com alguma importância e centenas de figurantes. A então estudante do terceiro ano de direito Lilina Bassanesi e o garoto Emanuel Miranda foram os escolhidos nos testes para interpretar os protagonistas. A lageana Lilina, que passou a assinar Lilian, acabaria se casando com o diretor Nilton Nascimento mais tarde. Entre os experientes estavam José Vedovato e Celso Borges - este tinha participado de Rio, 40 Graus.
As filmagens começam em maio de 1957, com muitas tomadas externas, aproveitando as paisagens de Florianópolis como cenário, e usando câmeras escondidas em algumas cenas. O Teatro Álvaro de Carvalho foi convertido em um estúdio cinematográfico temporário. A maior parte se passa no Centro, com a cena final na Ponte Hercílio Luz, apesar de vários pontos da ilha terem sido usados. Teriam sido feitas duas cópias do filme em 35 mm. A sonorização foi feita em nos estúdios de Mário Sydow, em São Paulo.

## Lançamento e recepção
A estreia do filme aconteceu com pompa no Cine São José, sala de cinema que existia nas proximidades da Catedral Metropolitana de Florianópolis, no dia 7 de dezembro de 1958. A data foi adiada diversas vezes. A data inicial era 7 de julho, mais tarde passando para 31 de julho - o concurso do hotel e da empresa aérea premiou quem apostou nessa data. Depois, foi sendo adiada mês a mês até chegar a data final em dezembro.
Os atores chegaram para a estreia em um desfile em carro aberto, e o evento teve e a presença de autoridades como o prefeito de Florianópolis, Osmar Cunha, e o governador catarinense Heriberto Hülse. O Corpo de Bombeiros cedeu holofotes, e uma passarela recebia as estrelas do filme.
A falta de experiência da equipe levou o filme a ter diversos erros de continuidade, cortes fora de lugar, problemas de sincronização do som e até mesmo o desaparecimento de elementos de cena e de uma personagem. Isso só foi descoberto na estreia, visto que o filme não foi sequer projetado antes do evento. O relato da sessão é que público não chegou a reagir negativamente diante dos evidentes problemas técnicos do filme e ficou até o fim. O Preço da Ilusão permaneceu ao menos uma semana em cartaz.
Devido a essas questões, o filme não conseguiu o certificado de qualidade exigido na época para ser exibido fora de Santa Catarina, o que resultou em um fracasso de bilheteria, já que, fora do território catarinense, ele só foi exibido oficialmente em cinematecas e clubes de cinema. Em um artigo para a revista da Fundação Franklin Cascaes, o pesquisador, professor e cineasta Máximo Barro coloca que viu o filme na época do lançamento, e que, após a revisão para a edição de 1962, concluiu que ele deveria perder pelo menos trinta minutos de partes tecnicamente comprometidas para ter a chance de ganhar o certificado.

### Segundo corte
Apesar de tudo, a repercussão do filme levou Salim e Eglê a organizar em 1962 a 1º Semana do Cinema Novo Brasileiro em Florianópolis. Nessa ocasião, a pedido de Antônio Thomé, amigo do diretor de fotografia Eliseu Fernandes Nodi, Máximo Barro fez uma cópia do filme original em 16 mm e usou uma das originais em 35 mm para tentar editar uma nova e mais adequada versão para o filme. Essa segunda montagem teria sido feita com a adição de novas cenas que, por exemplo, incluiriam a atriz Marly Marley, que pediu para aparecer no filme, e outras correções. Barro se surpreendeu com os cenários de Florianópolis na refilmagem, já que praticamente não haviam mudado em cinco anos. Ele e Thomé acabaram se desentendendo antes da finalização, e não se sabe se ela foi finalizada.

## Elenco
| Ator/Atriz                | Personagem               |                         |
| ------------------------- | ------------------------ | ----------------------- |
| Lilian Bassanesi          | Maria da Graça           | [ 2 ] [ 3 ] [ 7 ] [ 6 ] |
| Emanuel Miranda           | Maninho da Silva         | [ 2 ] [ 3 ] [ 7 ] [ 6 ] |
| Ilmar Carvalho            | Edmundo Souza            | [ 2 ] [ 3 ] [ 7 ] [ 6 ] |
| Adélcio da Costa          | Paulo                    | [ 2 ] [ 3 ] [ 7 ] [ 6 ] |
| Celso Borges              | Dr. João Castro          | [ 2 ] [ 3 ] [ 7 ] [ 6 ] |
| José Vedovato             | Assis                    | [ 2 ] [ 3 ] [ 7 ] [ 6 ] |
| Mário Morais              | Mário, pai de Maninho    | [ 2 ] [ 3 ] [ 7 ] [ 6 ] |
| Miro Morais               | Miro, cronista social    | [ 2 ] [ 3 ] [ 7 ] [ 6 ] |
| Dina Lisboa               | Teresa                   | [ 2 ] [ 3 ] [ 7 ] [ 6 ] |
| Sinova Wanderley          | Lúcia                    | [ 2 ] [ 3 ] [ 7 ] [ 6 ] |
| Murilo Martins            | Roberto                  | [ 2 ] [ 3 ] [ 7 ] [ 6 ] |
| Sileide Costa             | Celeste                  | [ 2 ] [ 3 ] [ 7 ] [ 6 ] |
| José Mauro de Vasconcelos |                          | [ 2 ] [ 3 ] [ 7 ] [ 6 ] |
| Félix Kleis               | Cel. Flores              | [ 2 ] [ 3 ] [ 7 ] [ 6 ] |
| Lourdes Silva             | Dona Olga                | [ 2 ] [ 3 ] [ 7 ] [ 6 ] |
| Claudionor Lisboa         | Sr. Auto                 | [ 2 ] [ 3 ] [ 7 ] [ 6 ] |
| Ademar Silva              |                          | [ 2 ] [ 3 ] [ 7 ] [ 6 ] |
| Sílvio do Vale Pereira    |                          | [ 2 ] [ 3 ] [ 7 ] [ 6 ] |
| Eliane Maria Lins         | Margarida                | [ 2 ] [ 3 ] [ 7 ] [ 6 ] |
| Edy Morais                | Participante do concurso | [ 2 ] [ 3 ] [ 7 ] [ 6 ] |
| Dinéa Maia                | Participante do concurso | [ 2 ] [ 3 ] [ 7 ] [ 6 ] |
| Cllelde Costa             | Participante do concurso | [ 2 ] [ 3 ] [ 7 ] [ 6 ] |
| Zeni Gonçalves            | Participante do concurso | [ 2 ] [ 3 ] [ 7 ] [ 6 ] |
| Imaculada Gaspar          | Participante do concurso | [ 2 ] [ 3 ] [ 7 ] [ 6 ] |

## Desaparecimento
Após o fracasso de recepção do filme, o filme teria excursionado pelo estado de Santa Catarina - não se sabe se isso ocorreu de fato - através de um dos atores do longa, Mário Morais. Em uma ocasião, ele voltou sem as latas de filme: segundo ele, elas teriam pegado fogo. Como a outra cópia tinha sido usada por Antônio Thomé e Máximo Barro para o segundo corte, o filme aparentemente tinha desaparecido de vez.
Na década de 1970, para a surpresa dos envolvidos com o filme, a TV Gazeta transmitiu O Preço da Ilusão com a apresentação de Pierre Lagousdis, o que sugere que a emissora teria uma cópia do filme. A Gazeta negou que as tinha - aparentemente a versão transmitida era a cópia em 16 mm feita por Máximo Barro antes de usar a de 35 mm para a edição - e que a informação era que Pierre teria ficado com as latas de filme. Mas ele também negou.
Nos anos 1980, Salim Miguel descobriu por acaso que a Cinemateca Brasileira tinha os sete minutos finais do filme em uma lata. Não se sabe a origem desta lata única, mas a instituição havia sofrido um incêndio recente - as outras latas contendo o restante do filme, se é que chegaram a estar lá, podem ter sido perdidas na ocasião. Também lá estavam a trilha sonora original completa criada para o filme.
Uma cópia dos sete minutos foi feita para ser preservada no Museu da Imagem e do Som (MIS) de Santa Catarina, e na atualidade pode ser vista na internet. O MIS, que faz parte do Centro Integrado de Cultura, em Florianópolis, também mantém o roteiro original, a trilha sonora e O Filme que Ninguém Viu, documentário sobre o filme.

## Posteridade
Apesar de ser considerado um fracasso de crítica, o filme, cheio de tomadas externas, é considerado um dos poucos registros de Florianópolis em sua época, mesmo em seus apenas sete minutos restantes. 
A produção de O Preço da Ilusão foi o estopim para a criação, cinco anos depois da estreia, da 1º Semana do Cinema Novo Brasileiro em Florianópolis, por Salim Miguel e Eglê Medeiros. Um dos primeiros festivais fora do eixo Rio-São Paulo, ele incentivaria a criação e popularização dos festivais de cinema pelo Brasil. A Sul Cine Produções levou sete anos para saldar as dívidas contraídas para a produção do filme, tempo em que se dedicou a fazer cine-jornais para arrecadar o dinheiro.
A história do desaparecimento acabou ofuscando e se tornando tão interessante quanto o filme em si. Em 2001, o jornalista e diretor de cinema Marco Stroisch iniciou uma pesquisa sobre o paradeiro do filme, resultando em seu trabalho de conclusão de curso em Jornalismo e, posteriormente, no documentário e no livro O Filme que Ninguém Viu.
Em 2007, Marco Stroisch e Bob Barbosa produziram e dirigiram um curta em 35 mm baseado em O Preço da Ilusão chamado Desilusão. Entre as adaptações em relação a trama original, mais personagens ganham destaque além dos dois protagonistas, o concurso de beleza vira um concurso de rainha de bateria da GRES Consulado, o bairro central da trama é transferido do Centro para a Caiera do Saco dos Limões e o acidente no clímax do filme passa da Ponte Hercílio Luz para o Túnel Antonieta de Barros. O curta ganhou o prêmio de Melhor Filme de Curta-Metragem em 35 mm no Florianópolis Audiovisual Mercosul (FAM).

Em 2016, a escola de samba GRCES Dascuia trouxe a história de O Preço da Ilusão como tema de seu samba-enredo para a disputa do Carnaval de Florianópolis.